# Synagogenbezirk Altenkirchen
Der Synagogenbezirk Altenkirchen mit Sitz in Altenkirchen, einer Stadt im Landkreis Altenkirchen in Rheinland-Pfalz, war ein Synagogenbezirk, der nach dem Preußischen Judengesetz von 1847 geschaffen wurde.
Dem Synagogenbezirk gehörten neben der jüdischen Gemeinde Altenkirchen auch die Juden in Fladersbach, Fluterschen, Hasselbach, Oberwambach und Weyerbusch an.